# Kretzschmaria aspinifera
Kretzschmaria aspinifera är en svampart som beskrevs av Jad. Pereira, J.D. Rogers & J.L. Bezerra 2009. Kretzschmaria aspinifera ingår i släktet Kretzschmaria och familjen kolkärnsvampar.   Inga underarter finns listade i Catalogue of Life.